# Sibeliův památník
Sibeliův památník (finsky Sibelius-monumentti, švédsky Sibeliusmonumentet) od finské sochařky Eily Hiltunenové je věnován finskému skladateli Jeanu Sibeliovi (1865–1957). Památník je umístěn v Sibeliově parku (finsky Sibeliuspuisto; švédsky Sibeliusparken) ve čtvrti Töölö v Helsinkách, v hlavním města Finska.

## Popis památníku
Památník od finské umělkyně Eily Hiltunenové nazvaná Passio Musicae byl odhalena 7. září 1967, tedy krátce před 10. výročím úmrtí skladatele. Hiltunenová se svým návrhem vyhrála soutěž, kterou vyhlásila a organizovala Sibeliova společnost krátce  po smrti skladatele v roce 1957. Soutěž nakonec probíhala dvoukolově. Vítězný návrh Eily Hiltunenové vyvolal živou debatu o výhodách a nedostatcích abstraktního umění. Design památníků připomíná stylizované varhany, přestože je známo, že skladatel složil pro varhany jen velmi malou část svého rozsáhlého díla. Hiltunenová reagovala na výtky svých kritiků tím, že do kompozice památníku přidala jako vedlejší motiv detail tváře Jeana Sibeliuse. Monumentální památník se skládá z více než 600 dutých ocelových trubek svařených dohromady do tvaru několika vln. Pomník váží 24 tun a má rozměry 8,5 x 10,5 x 6,5 metru. Cílem sochařky bylo vytvořit takový památník, který zachytí podstatu Sibeliovy hudby.

## Dvě verze pro OSN
Kromě tohoto monumentálního památníku v Helsinkách Hiltunenová vytvořila ještě dvě poněkud odlišné a menší verze pro Organizaci spojených národů. První verze, nazvaná Pocta Sibeliovi je umístěna v sídle UNESCO v Paříži. Druhá verze (v zásadě zmenšenina památníku v Helsinkách) stojí v areálu ústředí OSN v New Yorku.

## Sibeliův park a památník Kalevaly
V parku, který nyní nese Sibeliovo jméno, se nachází ještě další (starší) památníky. V roce 1939 Nadace Lea a Reginy Wainsteinových zorganizovala veřejnou sochařskou soutěž na památník, který bude zobrazovat nějakou scénu z finského národního eposu Kalevala. Vítězem soutěže se stal Aarre Aaltonen (1889–1980) a podle jeho návrhu nazvaného Ilmatar a Scaup byl vytvořen bronzový památník, který byl (vzhledem k válečným událostem) odhalen v roce 1946. V parku se nachází rovněž památník obětem druhé světové války.

## Fotogalerie

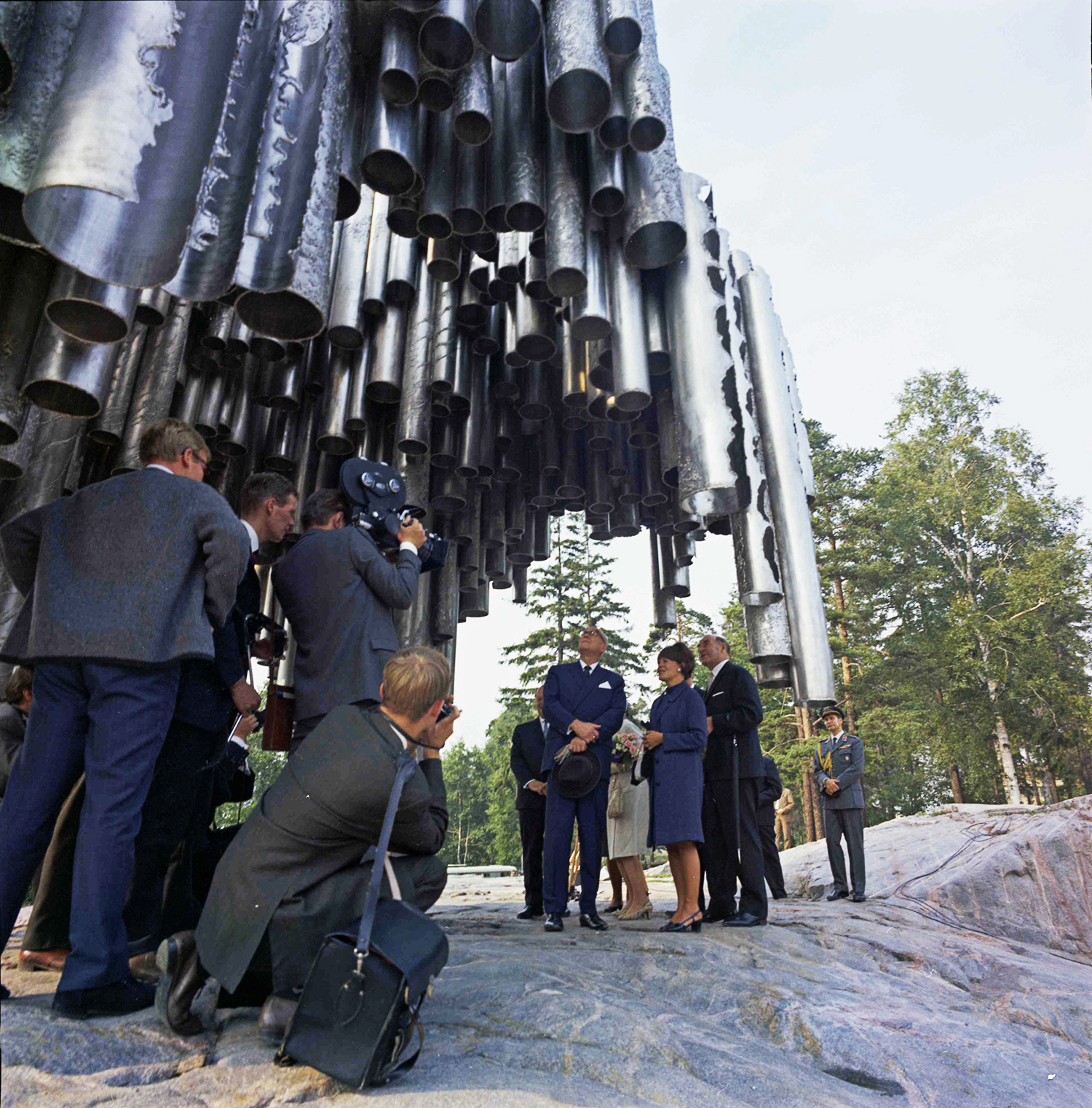
Slavnostní odhalení Sibeliova památníku za účasti prezidenta Urho Kekkonena
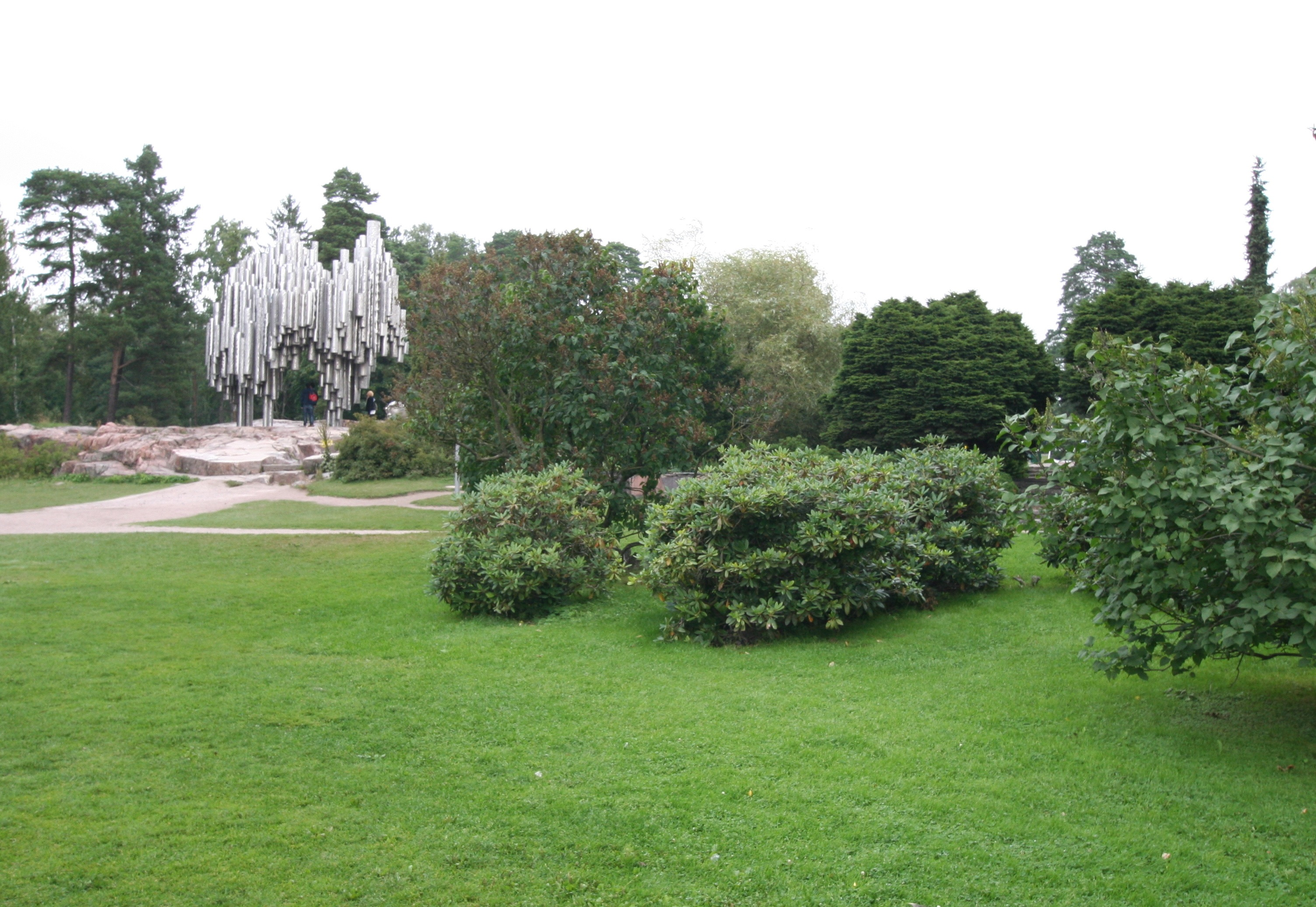
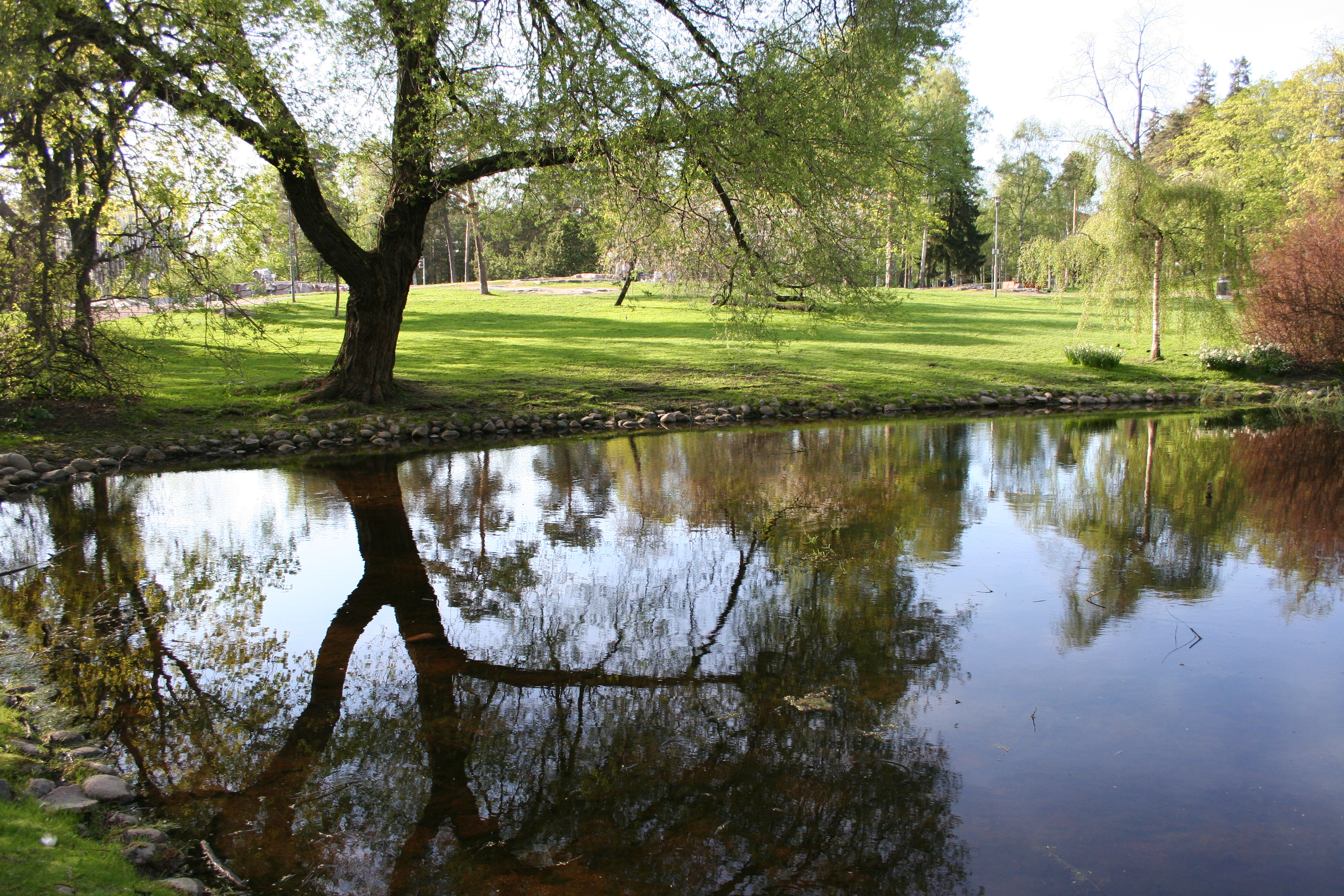
Sibeliův park
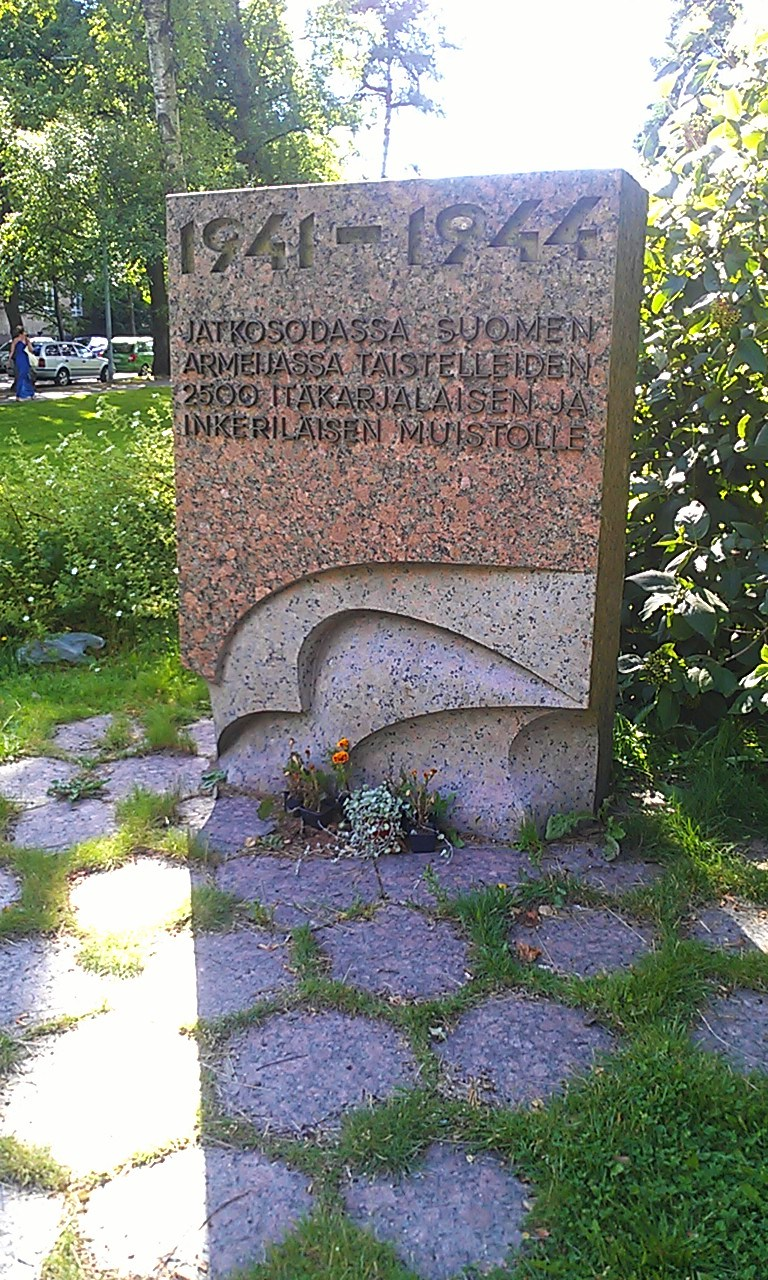
Památník obětem 2. světové války
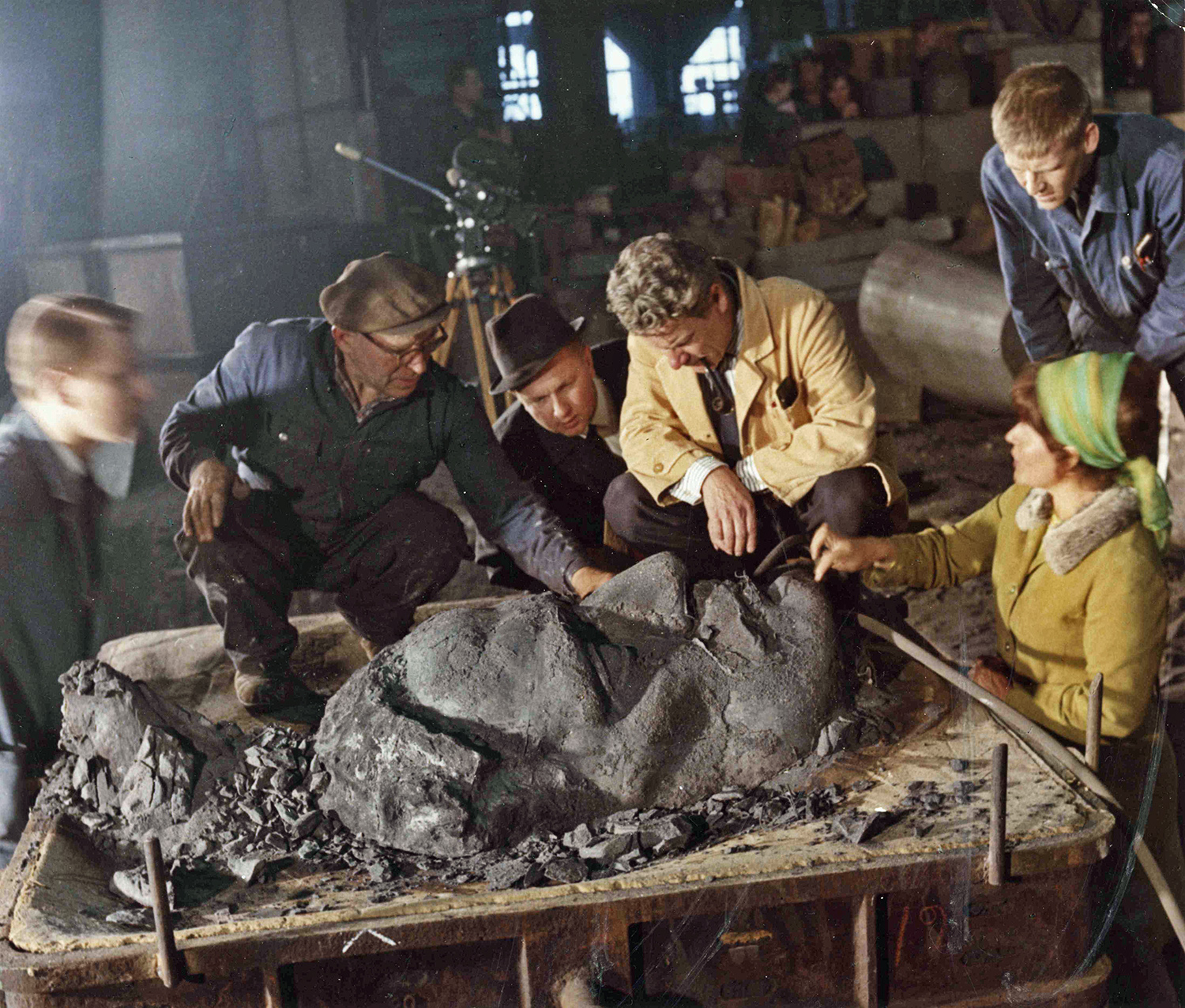
Výroba malé části Sibeliova památníku (tvář skladatele)